# Iso Omena
Iso Omena ("Stora Äpplet") är ett köpcentrum i Mattby i Esbo stad, nära Helsingfors. 
Då Iso Omena byggdes försökte man beakta Esbobornas önskemål så mycket som möjligt.[källa behövs] Därför har en hel del kommunal och privat service koncentrerats till köpcentrumet, vars motto är "Som en liten stad". Det finns även höghuslägenheter i komplexet med direkt ingång till köpcentret. 115 företag fungerar i Iso Omena på en affärsyta på 47 400 kvadratmeter i fyra våningar. Totalt finns det 1 100 arbetsplatser i köpcentrumet.
Namnet har tagits av smeknamnet på New York: The Big Apple.

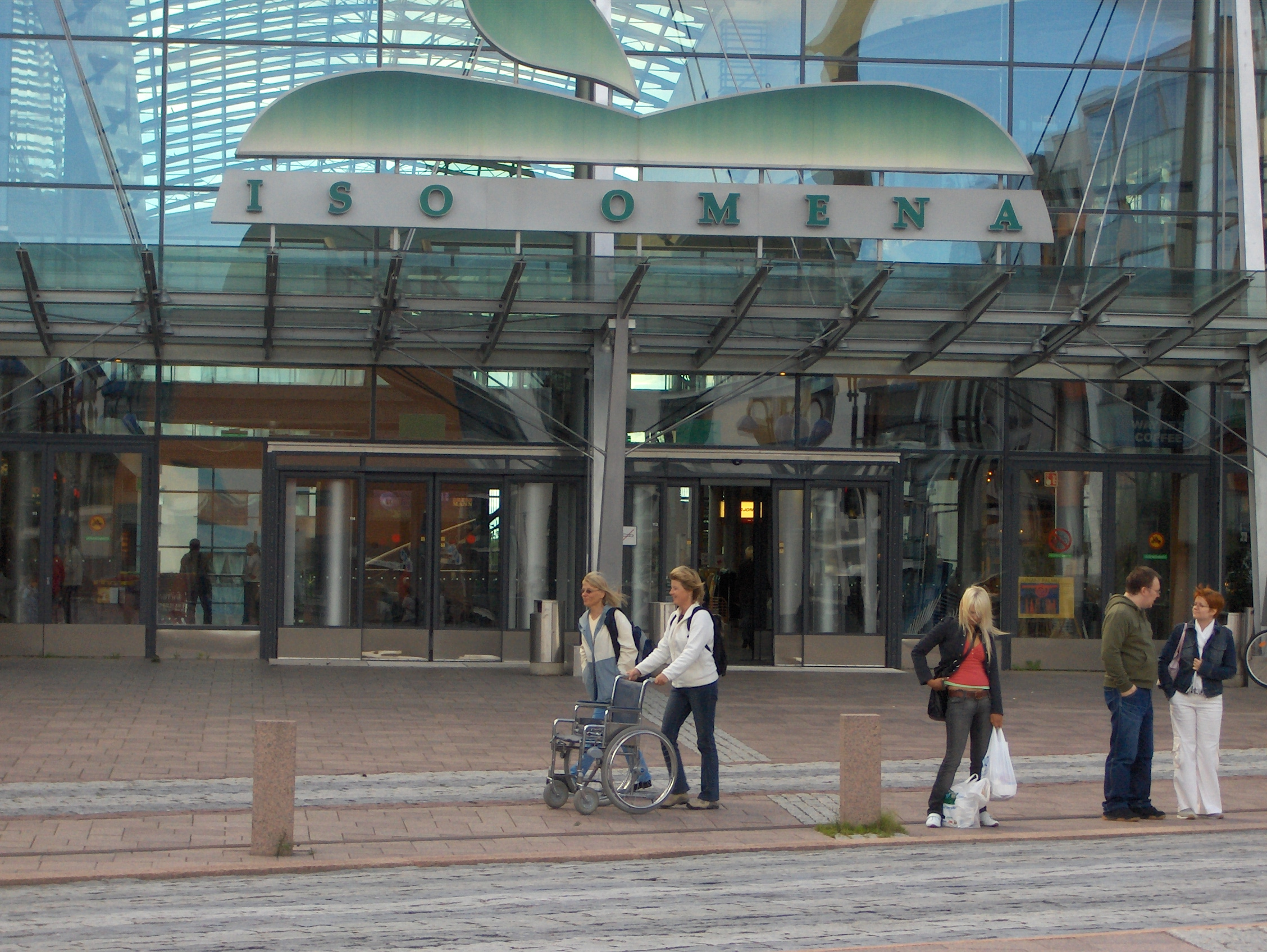
Huvudingången

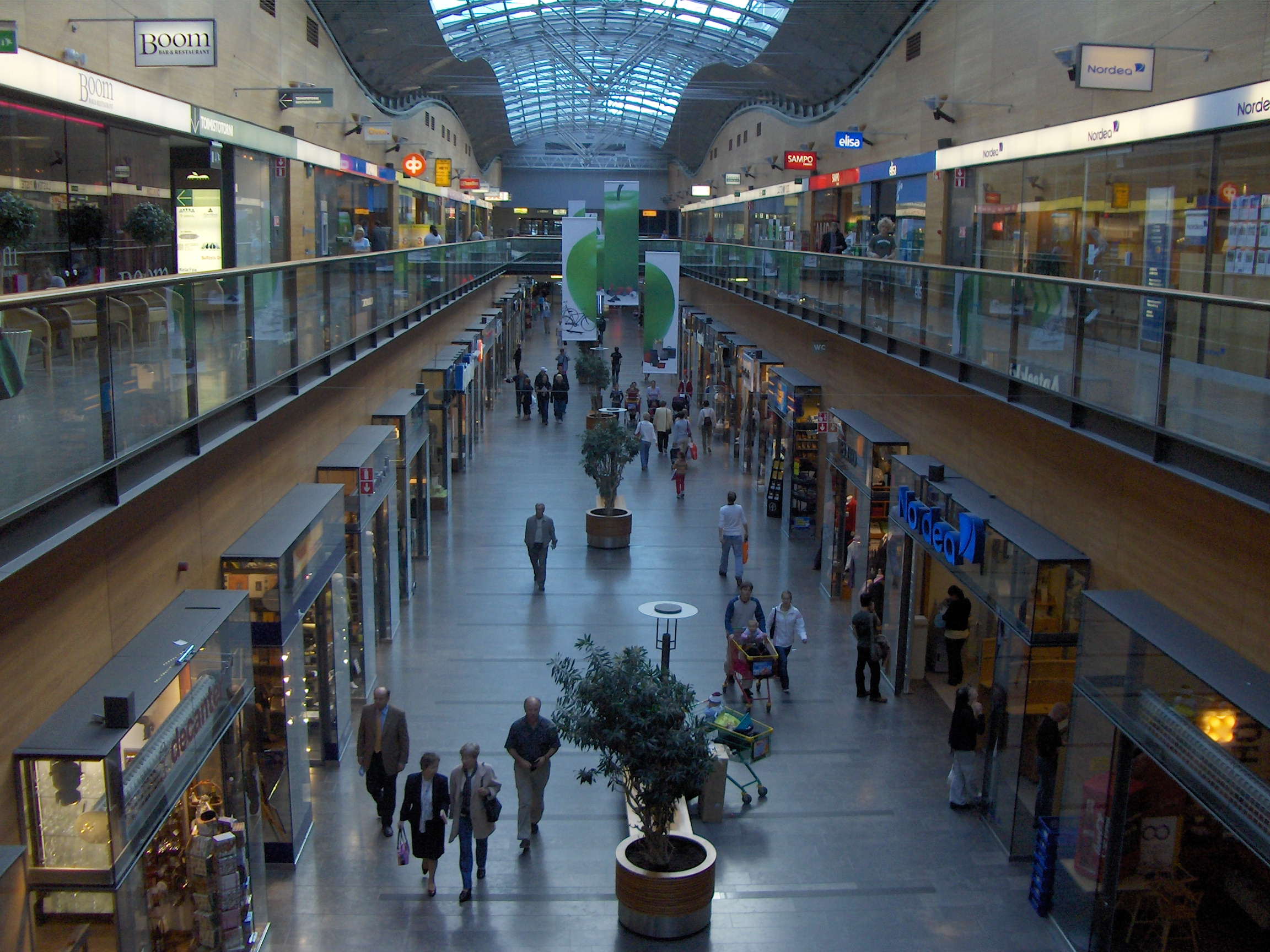
Iso Omena på insidan

## Yta
totalyta: 150 000 kvadratmeter

för uthyrning:
- köpcentret: 52 000 kvadratmeter
- kontor: 8 000 kvadratmeter
- seniorbostäder: 7 000 kvadratmeter (95 bostäder)

## Största affärer
- K-Citymarket: 10 594 m²
- Prisma: 10 249 m²
- Biblioteket: 2 443 m²
- Alexi 13: 1 609 m²
- Stadium: 1 595 m²
- HOK, restauranger: 1 316 m²

### Parkering
- Parkeringsplan P1 (1 061 st)
- Parkeringshus P2 (818 st)
- Utomhus på Marketplan P3 (136 st)
- Utomhus på taket P2 (172 st)
- Totalt: 2 187 avgiftsfria parkeringsplatser

## Service i Iso Omena
- Bibliotek
- Esbo stads samservicepunkt
- Biljettjänst
- Läkar- och tandläkarstation
- Kapell
- FPA

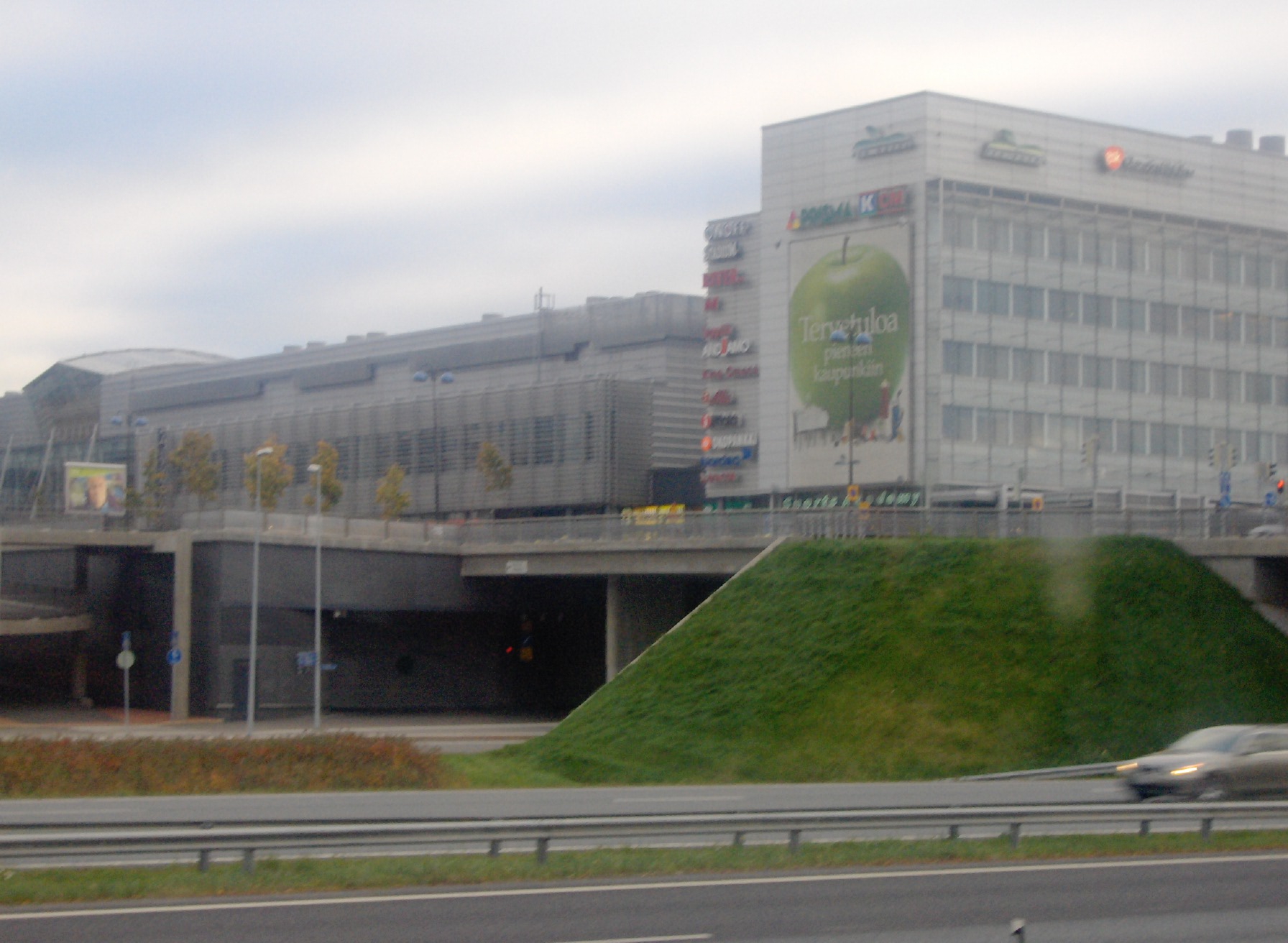
Iso Omena sedd från Västerleden

- Medborgarinstitutets verksamhetsutrymmen
- Biograf Finnkino Omena

## Transport
Iso Omena nås med metro, samt med bussar som bland annat kör över Biskopsbron. Dessa bussar utgör matartrafiken till och från metron i Esbo. 
I februari 2023 ändras busslinjerna till sydöstra Esbo och Kyrkslätt på grund av att Västmetrons andra fas öppnades den 3 december 2022. Mängden matarbussar från andra delar av Esbo kommer att minska.
I augusti 2023 börjar stomlinje 520 till Mårtensdal och 530 till Myrbacka trafikeras. Vid Spår-Jokerns start kommer busslinjerna ändras ytterligare.

## Utvidgning 2016–2017
År 2016 öppnades den första delen av den nya utvidgningen. Då öppnade biblioteket, hälsostationen och atrium på tre våningar. Den första delen av M.E.E.T.-restaurangområdet öppnade i första våningen. Även bussterminalen och metrostationen var färdigställda redan 2016 men öppnade först ett år senare på grund av Västmetrons förseningar. Tre parkeringsvåningar byggdes under nya delen av köpcentret. Även ett bostadshus, Omenatorni ("Äppeltornet"), byggdes i År 2017 öppnade den andra delen av utvidgningen med Finnkino-biograf, Lidl-matbutik och resten av M.E.E.T.-restaurangområdet. Västmetron och Mattby metrostation öppnades för allmänheten den 18 november samma år. Samtidigt invigdes även bussterminalen som används för bussar till södra Esbo och Kyrkslätt.